# سنگ‌زنی الکتروشیمیایی
سنگ‌زنی الکتروشیمیایی (انگلیسی: Electrochemical grinding (ECG)) نوعی فرایند ماشین‌کاری الکتروشیمیایی است که الکترود ابزار آن یک چرخ سمباده گردان الماسی با چسب فلزی است. با برقراری جریان الکتریکی بین قطعه کار و چرخ در الکترولیت، سطح فلز به اکسید فلزی تبدیل شده و به وسیلهٔ مواد ساینده زدوده می‌شود. همگام با برداشته شدن سطح اکسید شده، سطح زیرین تازه نیز اکسید و برداشته می‌شود.

## کاراکترهای فرایند
- چرخ و قطعه کار، رسانای الکتریکی هستند.
- چرخ‌ها برای بسیاری از سنگ زنی‌ها استفاده می‌شود - به‌طور معمول ۹۰٪ از فلز از طریق الکترولیز خارج می‌شود و ۱۰٪ از سنگ زنی چرخ ساینده حذف می‌شود.
- توانایی تولید لبه‌های صاف بدون پلیسه ناشی از سنگ زنی مکانیکی.
- عدم تولید حرارت قابل ملاحظه که قطعه کار را تحریف می‌کند.
- تجزیه قطعه کار و کنار گذاشتن آن‌ها در محلول الکترولیت. رایج‌ترین الکترولیت کلرید سدیم و نیترات سدیم در غلظت ۲ پوند در هر گالن است.

## فرایند
فرایند سنگ زنی الکتروشیمیایی ترکیب ماشینکاری سنتی و سنگ زنی الکتروشیمیایی است که به حذف مواد از یک قطعه کار منجر می‌شود. چرخ سنگ زنی به عنوان یک ابزار برش برای کاتد استفاده می‌شود و قطعه کار یک آند است. در طی فرایند، مایع الکترولیتی، معمولاً نیترات سدیم، به فضای بین قطعه کار و سنگ زنی چرخ پمپ می‌شود. دیگر الکترولیت‌های مورد استفاده شامل هیدروکسید سدیم، کربنات سدیم، و کلرات سدیم می‌باشند. این مایع الکترولیت باعث واکنش‌های الکتروشیمیایی می‌شود تا روی سطح قطعه کار که اکسید سطح می‌باشد، رخ دهد، در نتیجه مواد حذف می‌شوند. به عنوان یک نتیجه از اکسیداسیون که رخ می‌دهد، لایه‌هایی از فیلم اکسید بر سطح قطعه کار تشکیل می‌شوند، و این نیاز به حذف به وسیله چرخ سنگ دارد.
مواد ساینده، هم الماس و هم اکسید آلومینیوم، به چرخ سنگی پیوند می‌خورند که اجازه می‌دهد تا چرخ لایه‌های اکسید روی سطح قطعه کار را حذف کند.
قابل حذف‌ترین مواد، از جمله موادی هستند که توسط واکنش‌های الکتروشیمیایی در سطح قطعه کار رخ می‌دهند. پنج درصد یا کمتر، از مواد حذف شونده توسط عمل ساینده سنگ زنی چرخ انجام شده‌است. بیشتر مواد که توسط عمل ساینده برداشته نشده‌است کمک می‌کند تا عمر چرخ سنگ افزایش یابد، بطوری‌که که، ابزار به مدت طولانی بکار گرفته می‌شود. مایع الکترولیت در خدمت هدف مفید دیگری نیز است و آن حرارت با قی مانده از مواد در بین چرخ سنگ و قطعه کار می‌باشد. ذرات ساینده متصل به چرخ سنگ کمک خواهد کرد به صورت الکتریکی عایق فضای بین چرخ سنگ و قطعه کار جدا شود. یک معادله برای نرخ مواد قابل حذف یک فرایند سنگ زنی الکتروشیمیایی ارائه شده‌است و داریم:
MRR = GI / ρ F
که در آن ρ چگالی قطعه کار، G جرم کل قطعه کار، I منبع در حال حاضر عرضه شده، MRR میزان حذف مواد و F ثابت فارادی است.
برخی از عوامل اصلی که حاکم بر عملکرد یک فرایند سنگ زنی الکتروشیمیایی است شامل جریان عرضه شده، سرعت چرخش از چرخ سنگ زنی، نرخ تغذیه قطعه کار، نوع الکترولیت استفاده شده، میزان تغذیه الکترولیت و خواص شیمیایی قطعه کار است. با تغییر این پارامترها، می‌توان نرخ مواد قابل حذف را تغییر داد. افزایش جریان منبع، سرعت چرخش چرخ، میزان تغذیه الکترولیت، یا نرخ تغذیه قطعه کار به افزایش در نرخ حذف مواد (MRR)منجر شود، در حالی که کاهش این خواص عکس تغییرات فوق را انجام می‌دهد. اگر قطعه کار نسبت به الکترولیت مورد استفاده واکنش پذیر تر باشد، نرخ حذف مواد افزایش خواهد یافت. چرخ آسیاب معمولاً با سرعت سطح ۱۲۰۰–۲۰۰۰ متر / دقیقه می‌چرخد و جریان منبع اطراف A 1000 می‌باشد.
دقت قطعات ساخته شده توسط سنگ زنی الکتروشیمیایی به شدت توسط خواص شیمیایی از قطعه کار و مایع الکترولیت استفاده شده تعیین می‌شود. اگر قطعه کار بسیار واکنش پذیر به الکترولیت باشد، و اگر الکترولیت بیش از حد به فضای بین چرخ سنگ و قطعه کار پمپ شود، ممکن است کنترل حذف مواد دشوار گردد که به از دست دادن دقت منجر می‌شود. همچنین، اگر نرخ تغذیه قطعه کار بیش از حد بالا باشد، ممکن است دقت کاهش یابد.
چرخ‌ها، دیسکهای فلزی با ذرات ساینده تعبیه شده می‌باشند. مس، برنج و نیکل از جمله موادی هستند که بیشتر مورد استفاده هستند. اکسید آلومینیوم به‌طور معمول به عنوان یک ساینده، در چرخ سنگ زنی استفاده می‌شود. یک لایه نازک از ذرات الماس زمانی که سنگ زنی کاربیدها یا فولاد آلیاژی سخت‌تر از Rc 65 باشد استفاده خواهد شد.
یک اسپیندل الکترولیتی، مورد استفاده به عنوان یک کموتاتور، چرخ را نگه می‌دارد. اسپیندل بار منفی را از منبع تغذیه DC دریافت می‌کند که به قطعه کار یک بار مثبت را القا می‌کند. مایع الکترولیتی که مورد استفاده قرار می‌گیرد، به همراه چرخ کار می‌کند تا سلول‌های الکتروشیمیایی را که سطح قطعه کار را اکسید می‌کنند، تشکیل دهند. همان‌طور که این چرخ اکسید را دور می‌کند، فلز تازه در معرض قرار می‌گیرد. از بین بردن مایع اکسید ممکن است تنها نیاز به یک فشار 20 PSI یا کمتراز آن داشته باشد، که باعث اعوجاج بسیار کمتر از آسیاب مکانیکی می‌شود.

## آستانه تحمل
این نوع از سنگ زنی عمدتاً به کار گرفته می‌شود زیرا می‌تواند فلزات بسیار سخت را شکل دهد و همچنین به دلیل آن است که یک فرایند شیمیایی کاهشی است، چرخ زمانی طولانی‌تر از سنگ زنی نرمال طول می‌کشد.
این نوع از سنگ زنی انواع مختلفی از چرخ هاست که می‌تواند فلزات را به هر آنچه که آن‌ها نیاز به شکل‌گیری دارند، شکل دهند.

## کاربرد
سنگ زنی الکتروشیمیایی اغلب برای مواد سخت استفاده می‌شود که در آن ماشینکاری معمولی دشوار و مانند فولاد ضدزنگ و برخی از فلزات عجیب و غریب وقت گیر است. برای مواد با سختی بیشتر از 65 HRC، سنگ زنی الکتروشیمیایی می‌تواند نرخ حذف مواد را ۱۰ برابر ماشینکاری معمولی کند. از آنجا که ECG شامل سایش کم است، اغلب برای فرایندهایی که در آن سطح بدون خراشیدگی و تنش‌های باقی مانده‌است، استفاده می‌گردد. بخاطر این خصوصیات، سنگ زنی الکتروشیمیایی شامل تعدادی از برنامه‌های کاربردی مفید است:
- سنگ زنی پره‌های توربین
- سنگ زنی فلزات لانه زنبوری برای کاربردهای هوا فضا
- تیزکاری سوزن‌های زیرپوستی
- ماشینکاری درج‌های ابزار برش کاربید
- ECG برای حذف نواقص سطح از قسمت‌هایی استفاده می‌شود که در آن حذف مواد اضافی و تنش‌های باقی‌مانده نامطلوب هستند.
- حذف شیارهای فرسوده از سازه‌های فلزی زیر آب: در این مورد، آب دریا خود به عنوان الکترولیت عمل می‌کند. ذرات الماس در چرخ سنگ زنی هر گونه مواد آلی غیر هدایتی را حذف می‌کنند، مانند جلبک‌ها، که قبل از شروع سنگ زنی الکتروشیمیایی آغاز می‌شود.

## مزایا و معایب
یکی از مزایای کلیدی سنگ زنی الکتروشیمیایی حداقل سایش ابزار چرخ است. به این دلیل که اکثریت موادی که توسط واکنش الکتروشیمیایی حذف می‌شوند بین کاتد و آند رخ می‌دهد. تنها زمانی که سایش واقعی سنگ زنی رخ می‌دهد هنگام از بین بردن فیلمی است که در سطح قطعه کار توسعه یافته‌است. یکی دیگر از مزیت‌های سنگ زنی الکتروشیمیایی امکان استفاده از آن در مواد سخت و ماشین آلات می‌باشد. مواد سخت یک مشکل نسبت به انواع دیگر ماشین‌ها مطرح می‌سازند که به علت سایش ابزار است که با مواد سخت ماشینکاری در ارتباط است. ممکن است کمی عجیب باشد که سنگ زنی الکتروشیمیایی می‌تواند مواد را از یک سطح سخت حذف کرده و تجربه کمترین سایش را فراهم آورد. از آنجا که اکثر مواد از طریق واکنش‌های الکتروشیمیایی حذف می‌شوند، قطعه کار آسیب حرارتی مانند آنچه را که در یک فرایند سنگ زنی معمولی تجربه می‌کند، ندارد.
سنگ زنی الکتروشیمیایی همچنین دارای چند معایب است. این سیستم متشکل از قطعه کار آند و کاتد چرخ سنگ زنی است. به منظور ایجاد این شرایط هر دو قطعه کار و چرخ سنگ باید رسانا باشند. این محدودیتی است که برای انواع مواد قطعه کار که مناسب برای سنگ زنی الکتروشیمیایی هستند، ایجاد می‌کند. یکی دیگر از مضرات سنگ زنی الکتروشیمیایی این است که آن را فقط قابل اعمال به سطح سنگ زنی می‌کند. به دلیل عدم توانایی چرخ سنگ زنی به حذف فیلم در مقابل حفره، اعمال سنگ زنی الکتروشیمیایی به قطعه‌ای که دارای حفره می‌باشد را عملاً ناممکن می‌سازد. یکی از مضرات دیگر این است که مایع الکترولیتی می‌تواند باعث خوردگی در قطعه کار و سطوح سنگ زنی چرخ شود.
در نهایت، سنگ زنی الکتروشیمیایی پیچیده‌تر از روش ماشینکاری سنتی است که به پرسنل با تجربه‌تر نیازمند است تا ماشین آلات را برای هدف آماده سازد، که به هزینه تولید بالاتر منجر خواهد شد.